# تاكونومي
'تاكونومي' (Takunomi たくのみ。) أو الشرب في المنزل هي مانغا ذات طابع كوميدي للكاتب هاروتو هينو تم نشرها في أغسطس 2015 بواسطة شركة النشر شوغاكوكان على شكل ثلاث مجلدات. تم إطلاق أنمي يحمل نفس الاسم وتمّ عرضه مابين 11 يناير و 29 مارس 2018.

## حبكة
ميتشيرو أمازوكي فتاة ذات 20 عاما تنتقل لطوكيو من أجل العمل إلى منزل ستيلا وهو منزل مشترك بين الفتيات، رفيقات البيت يجتمعن لتناول المأكولات اللذيذة وشرب الكحول معا.

## الشخصيات
ميتشيرو أماتسوكي (Amatsuki Michiru 天月 みちる)
أداء صوتي: أيكا إيمامورا
ناو كيرياما (Kiriyama Nao 桐山 直)
أداء صوتي: تشيكا أنزاي
ماكوتو كيرياما (Kiriyama Makoto 桐山 真)
أداء صوتي: مايا أوتشيدا
كاي ميدوريكاوا (Midorikawa Kae 緑川 香枝)
أداء صوتي: ميكاكو كوماتسو

## ميديا

### أنمي
الأنمي من إخراج توموكي كوباياشي وإنتاج بروديكشن أي إم إس بدأ بثه في 11 يناير 2018 في 12 حلقة من 15 دقيقة لكل حلقة. صمم شينباي كوباياشي شخصيات الأنميو كاتسوهيكو تاكاياما في السيناريو، أصوات Magic Capsule وموسيقى بوني كانيون إنك، شارة البداية aventure bleu من تلحين مايا أوتشيدا، وشارة النهاية Stoic ni Detox من تلحين ماشينومي.
| رقم الحلقة | العنوان                                            | تاريخ العرض    |
| ---------- | -------------------------------------------------- | -------------- |
| 1          | «بيرة الإيبيسو» "Ebisubīru" (エビスビール)         | 11 يناير 2018  |
| 2          | «مشروب التشوتشو» "Shōchū haibōru" (焼酎ハイボール) | 18 يناير 2018  |
| 3          | «قط السويوبينو» "Suiyōbi no neko" (水曜日のネコ)   | 25 يناير 2018  |
| 4          | «تجميد» "Hyōketsu" (氷結)                          | 1 فبراير 2018  |
| 5          | «كيتي» "Kiti" (キティ)                             | 8 فبراير 2018  |
| 6          | «مهرجان» "Dassai" (獺祭)                           | 15 فبراير 2018 |
| 7          | «قهوة رام» "Kaferamu" (カフェラム)                 | 22 فبراير 2018 |
| 8          | «زجاجة مربعة» "Kakubin" (角瓶)                     | 1 مارس 2018    |
| 9          | «رجل، برقوق، حامض» "Otoko ume sawā" (男梅サワー)   |                |

## وصلات خارجية
- الموقع الرسمي
- تاكونومي على موقع ANN manga (الإنجليزية)